# Beaufremont
Beaufremont település Franciaországban, Vosges megyében. Lakosainak száma 88 fő (2022. január 1.). Beaufremont Jainvillotte, Landaville, Lemmecourt, Malaincourt, Aulnois, Gendreville és Hagnéville-et-Roncourt községekkel határos.

## Népesség
A település népességének változása:
| Lakosok száma | 84   | 92   | 93   | 90   | 89   | 87   | 88   | 88   | 88   |
|               | 2013 | 2015 | 2016 | 2017 | 2018 | 2019 | 2020 | 2021 | 2022 |